# Viză (pește)
Viza (Acipenser nudiventris) este un pește dulcicol, bentonic, din familia acipenseride (Acipenseridae), răspândit în râurile ce se varsă în Marea Neagră, Marea Azov, Marea Caspică și Lacul Aral. Este o specie amenințată cu dispariția. În România și Republica Moldova nu s-a mai pescuit de 50 de ani și este considerată ca specie dispărută. În România se întâlnea în Dunăre, de la Baziaș la Galați, excepțional în deltă. Urca și în cursul inferior al afluenților Dunării (Prut, Siret etc.), iar în Nistru până la barajul Dubăsari.
Lungimea  obișnuită  40-50  cm, maximă 221 cm. Greutatea obișnuită 8-10 kg; maximă 80 kg. Trăiește până la 32 ani. Are corpul alungit, gros în partea anterioară, comprimat lateral în cea posterioară. Solzi ganoizi există numai în regiunea caudală, în rest corpul este acoperit cu 5 șiruri longitudinale de scuturi osoase: un șir impar dorsal, câte un șir lateral și ventral pe fiecare latură. Capul este complet acoperit de plăci osoase. Botul (rostrul) conic, scurt, rotunjit la vârf, cu 4 mustăți franjurate pe fața inferioară, rotunde în secțiune. Gura inferioară transversală, dreaptă; dinții lipsesc; buzele întregi (nedespicate). Înotătoarea dorsală și anală situate în partea posterioară. Înotătoarea caudală heterocercă, cu doi lobi, unul superior mai mare și altul inferior mai mic. Spatele cenușiu închis bătând în brun roșcat, uneori în vânat; flancurile mai deschise;  abdomenul alb. 
Hrana constă din larve de efemeroptere și din alte insecte, moluște și crustacee; în Marea Caspică se hrănește mai ales cu pești. Depune icrele pe fundul fluviilor, pe nisip sau pietriș, în aprilie-mai. Numărul icrelor depuse de o femelă este de 200 000 - 1 290 000.
Are  valoare  economică, fiind pescuit. Are carnea grasă și foarte gustoasă.